# Anteromorpha tuberculata
Anteromorpha tuberculata är en stekelart som beskrevs av Sharma 1980. Anteromorpha tuberculata ingår i släktet Anteromorpha och familjen Scelionidae. Inga underarter finns listade i Catalogue of Life.